# Ingrid Auerswald
Ingrid Auerswald-Lange (nascida Brestrich; Jena, 2 de setembro de 1957) é uma ex-atleta da Alemanha Oriental, velocista especializada nos 100 metros.
Participou do revezamento 4x100 metros feminino que conquistou a medalha de ouro nos Jogos Olímpicos de Moscou em 1980, junto com Marlies Göhr, Romy Müller e Bärbel Wöckel, ganhando também a medalha de bronze na prova individual dos 100 m rasos.
Três anos depois, no primeiro Campeonato Mundial de Atletismo, realizado em Helsinque, ganhou outra medalha de ouro integrando novamente o revezamento.
Devido ao boicote soviético aos Jogos de Los Angeles de 1984, Lange não participou destes Jogos, mas retornou em Seul 1988 para conquistar mais uma medalha no revezamento, desta vez de prata.
Ela participou dos sete recordes mundiais conquistados pelo revezamento feminino 4x100 m da Alemanha Oriental e ainda detém o atual recorde mundial (41s37, com Silke Gladisch, Sabine Rieger e Marlies Göhr, conquistado em 6 de outubro de 1985 em Canberra, Austrália). Com Göhr, é a única velocista que participou de todos os recordes mundiais estabelecidos pela Alemanha Oriental nesta prova.